# Sediul Uniunii Arhitecților din România
Sediul Uniunii Arhitecților din România (UAR) se distinge prin stilul său original, fiind primul edificiu de acest fel din București, România. Clădirea în care își are sediu Uniunea a devenit un obiectiv turistic reprezentativ pentru Capitală datorită stilului său architectural nonconformist. Clădirea pleacă ca un monument istoric și se termină cu o construcție realizată în cel mai modern stil.

## Istoric
Casa a fost construită de Grigore Păucescu, la sfârșitul secolului  XIX, apoi a servit ca sediu ambasadei Austro-Ungare, înainte de primul război mondial. După atacul, urmat de incendiere, din decembrie 1989, casa a fost împărțită în două fragmente, în prima jumătate s-a instalat sediul Academiei Române, iar cea de-a doua i-a revenit Uniunii Arhitecților din București.
Construită într-un stil arhitectural al renașterii franceze, sediul mai păstrează din clădirea impozantă de odinioară două fațete care reușesc să trezească interesul trecătorilor cu privire la aspectul casei de pe vremea lui Păucescu.
În anul 2003, clădirea a fost ridicată până la etajul 7, într-o notă modernă. Sediul măsurând 28 de metri cu ferestre joase de 2 metri și 60 de centimetri.

## Galerie

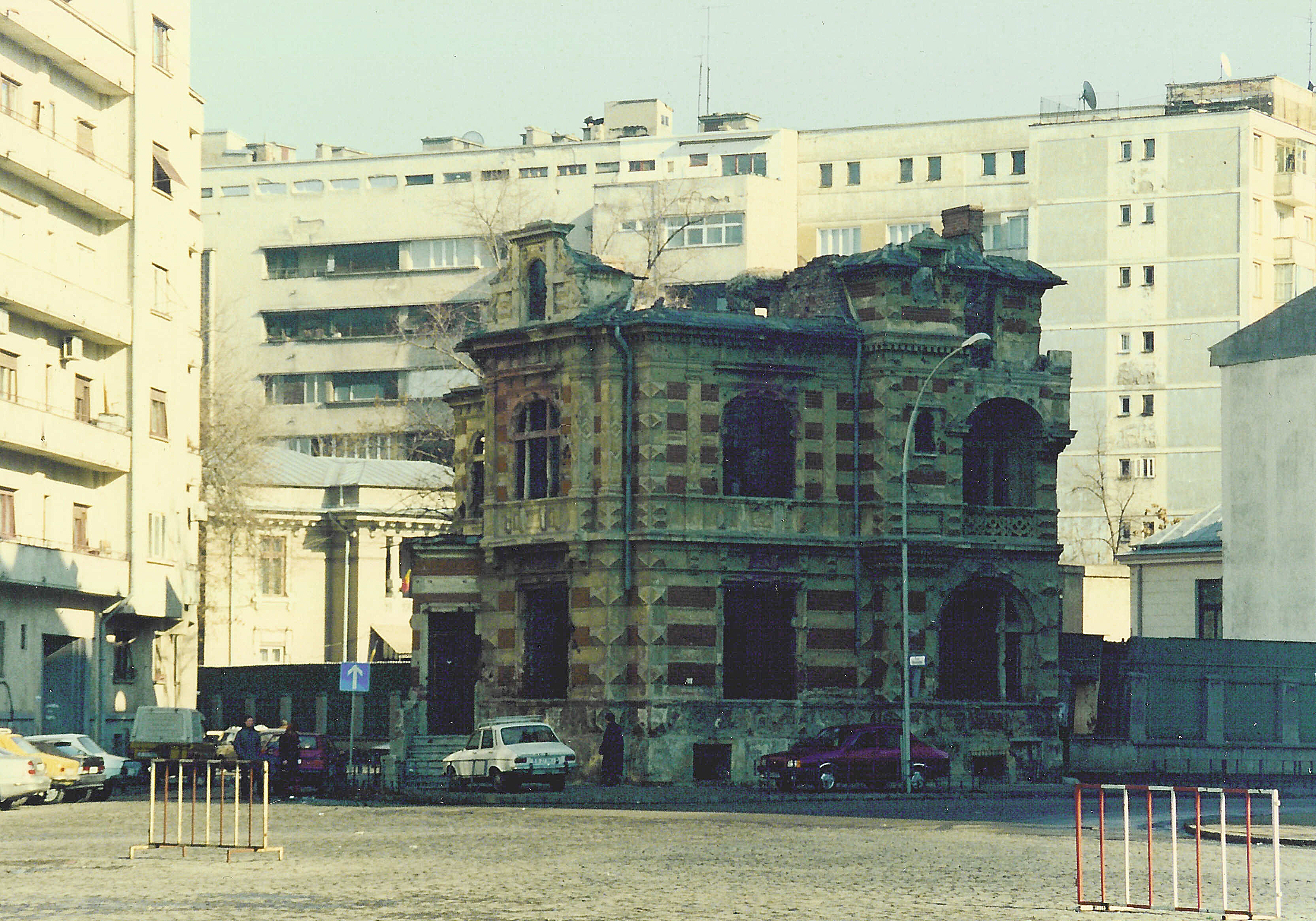
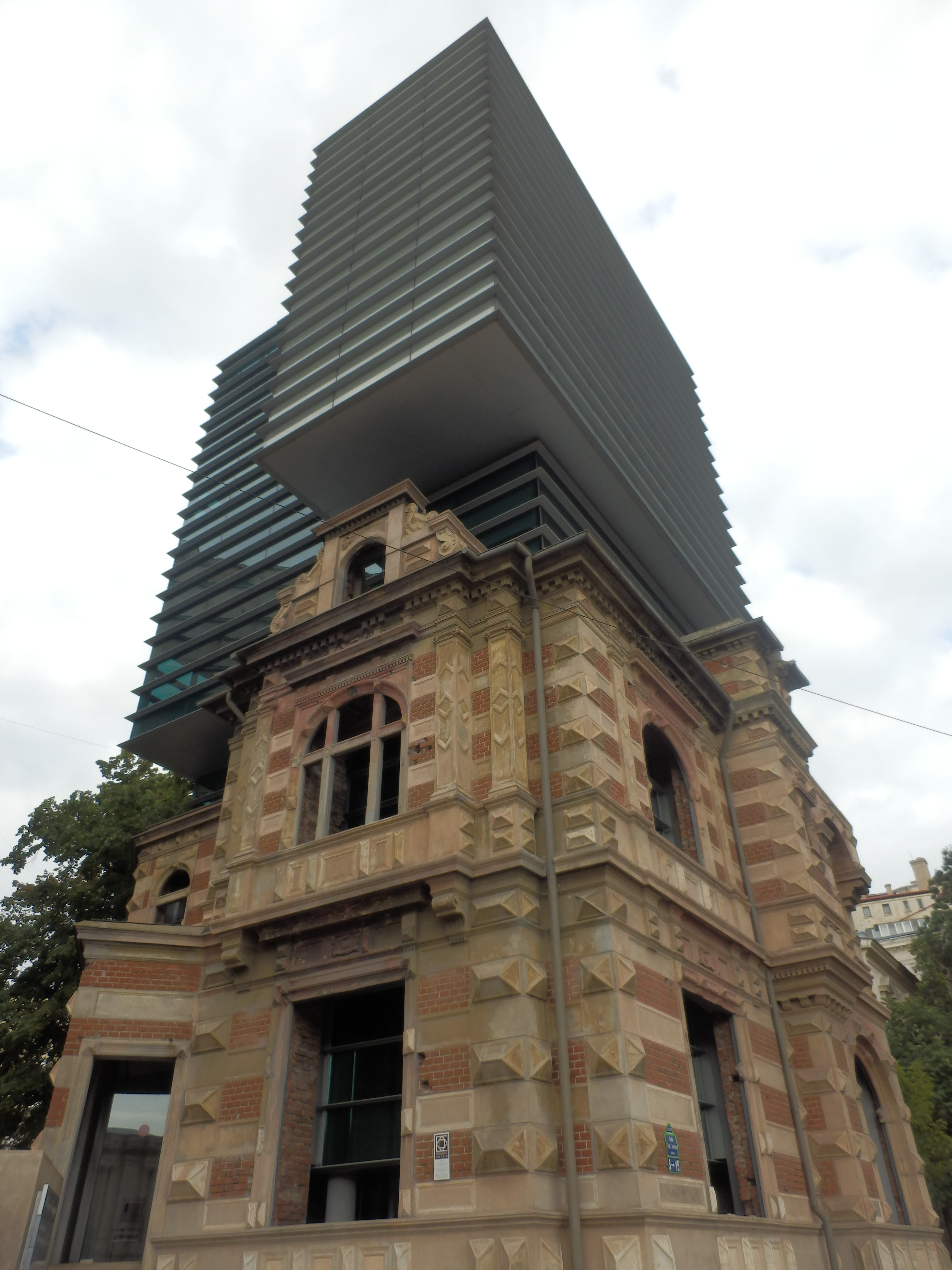
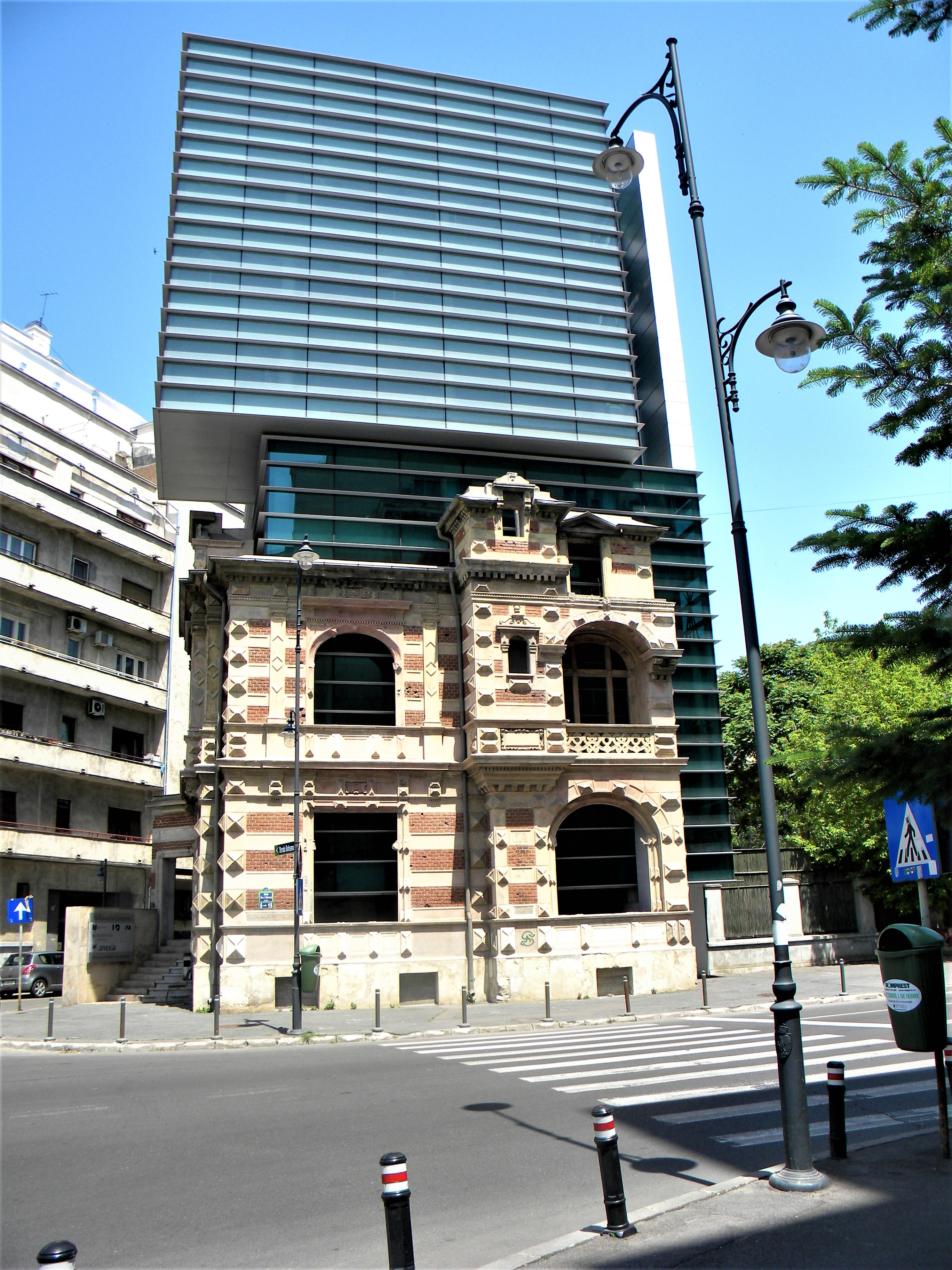
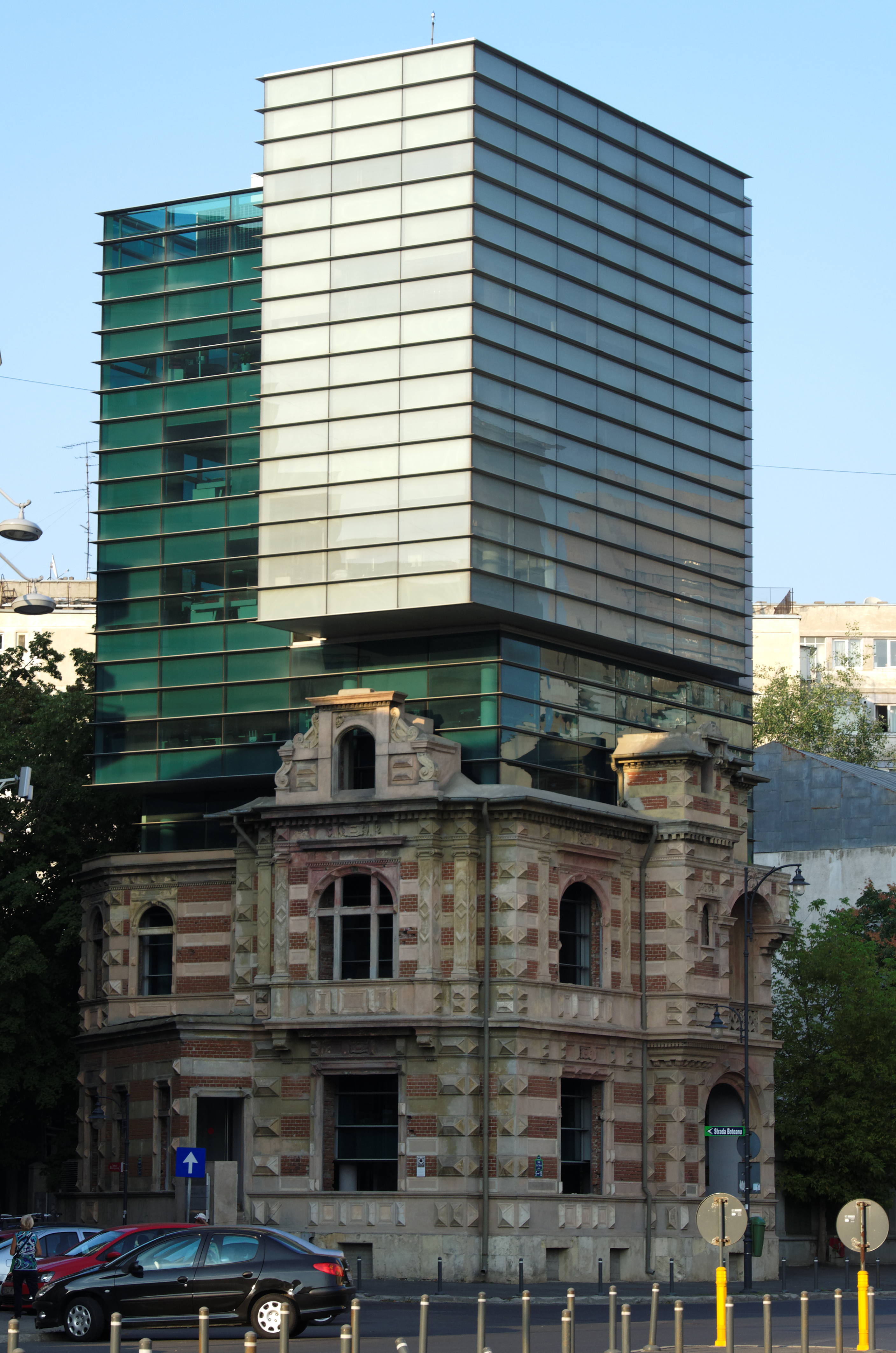